# موفق دعبول

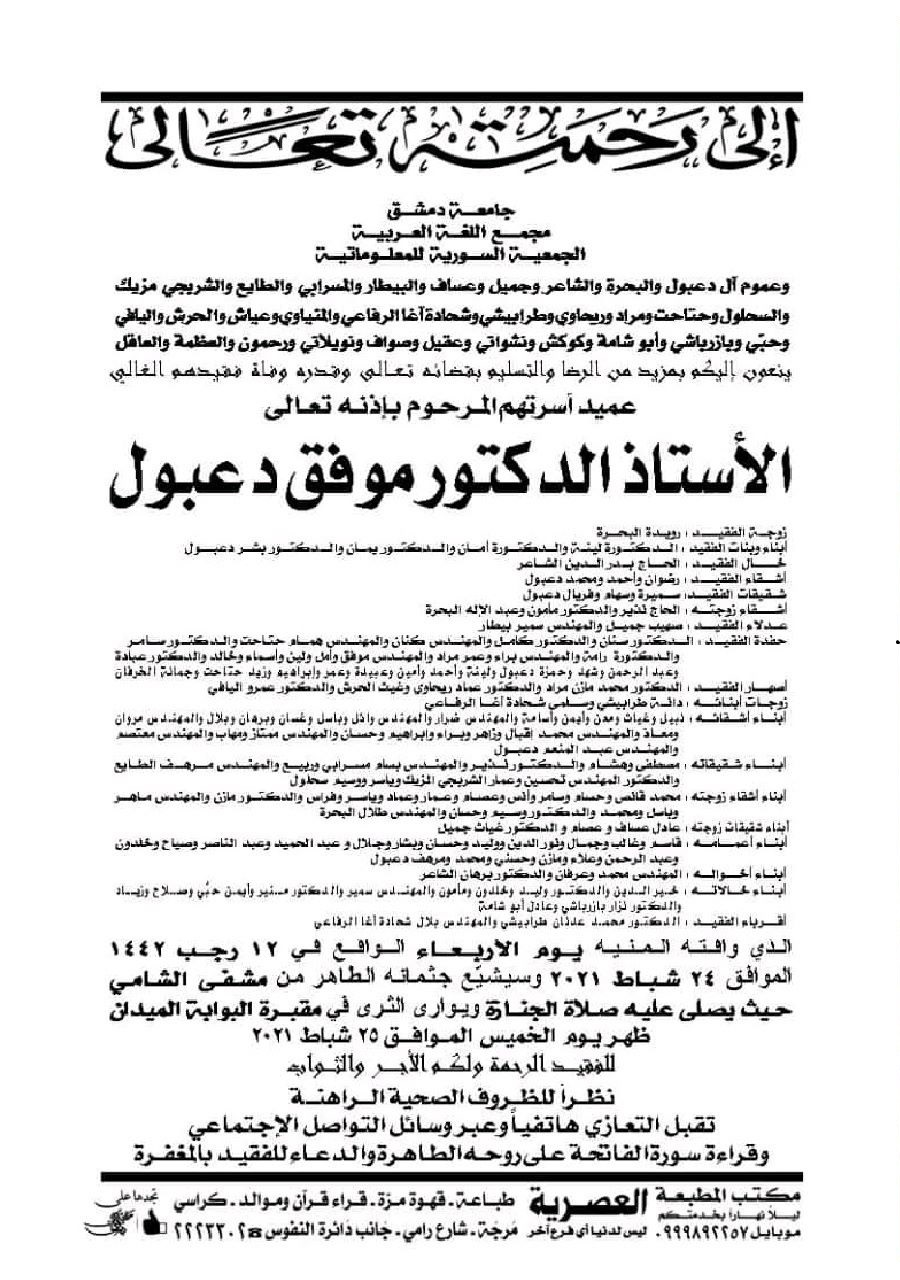
ورقة نعي موفق دعبول، طُبعت في دمشق في 24 فبراير 2021.

موفق دعبول (7 مايو 1936 - 24 فبراير 2021)، رياضي ولغوي سوري كان رئيسَ تحرير لعدد من المجلات العلمية في سورية وشغل منصب إدارة جامعتين سوريتين، وعضوًا في مجمع اللغة العربية بدمشق وعضوَ لجنة تمكين اللغة العربية بالمجمع.

## سيرته
ولد موفق دعبول في حي الميدان في دمشق في 7 مايو 1936 لوالدين سوريين، درس في دمشق حتى نهاية المرحلة الجامعية الأولى وحصل على إجازة في الرياضيات والفيزياء من جامعة دمشق عام 1957م، وانتقل منها إلى الجامعة التقنية في فيينا لينهي درجة الفلسفة بدرجة امتياز في العلوم الرياضية في تخصص ميكانيك السوائل عام 1961م. شغل مناصبَ إدارية في الجامعات والمراكز التعليمية، وألف وترجم عشرات الكتب وشارك في العديد من الندَوات الثقافية.

### المناصب الإدارية والعلمية
شغل موفق خلال حياته العديد من المناصب الإدارية والعلمية وهي:
- عضو هيئة تدريس في جامعة دمشق 1963 – 2001.
- رئيس قسم الرياضيات 1983 – 1996.
- نائب رئيس جامعة دمشق للشؤون العلمية 17/9/1997 ـ 1/9/2001.
- رئاسة تحرير:
  - مجلة دمشق للبحوث العلمية 1985 – 2001.
  - مجلة الثقافة المعلوماتية 1995 -2020
  - المجلة المعلوماتية 2005-2020
- رئاسة:
  - جامعة القلمون 2003-2004.
  - الجمعية العلمية السورية للمعلوماتية 2003-2007.
  - مجلس أمناء جامعة اليرموك الخاصة 2007-2020
  - مجلس إدارة جمعية بدر الدين الحسني 2002 – 2020
  - مجلس إدارة جمعية رعاية المساجين 2006 - 2011
- عضوية:
  - مجمع اللغة العربية بدمشق منذ أيلول 2002-2021
  - لجنة تمكين اللغة العربية 2008-2021

## مؤلفاته

### مواضيع بحثية
- نظرية المعادلات، صدر عن جامعة دمشق، له ثلاث طبعات، آخرها سنة 1991م.[7]

### المعجمات
- معجم الرياضيات المعاصرة، صدرت طبعته الأولى عن مؤسسة الرسالة ببيروت سنة 1983م،[8] والثانية سنة 1986م.
- رَأَس اللجنة الثقافية في الجمعية العلمية السورية للمعلوماتية التي أشرفت على وضع معجم مصطلحات المعلوماتية الصادر سنة 2000 في دمشق.[9]
- قائمة مصطلحات المعلوماتية، صدرت عن مجمع اللغة العربية بدمشق سنة 2017.[10]
- معجم مصطلحات الرياضيات، صدر عن مجمع اللغة العربية بدمشق سنة 2018.[11]
- مسرد معجم مصطلحات الرياضيات، صدر عن مجمع اللغة العربية بدمشق سنة 2018.[12]

### ترجمة
- العدد: من الحضارات القديمة حتى عصر الكمبيوتر، تأليف جون ماكليش، ترجمه بالاشتراك مع أ.د. خضر الأحمد، مراجعة: أ.د. عطية عاشور، سلسلة عالم المعرفة، الجزء 251، المجلس الوطني للثقافة والفنون والآداب بالكويت، 1999م.[13]

### مقالات محكمة
- معجم مصطلحات المعلوماتية، بالمشاركة مع  نزار الحافظ ومروان البواب، نُشرِت في أعمال المؤتمر السنوي الثالث لمجمع اللغة العربية بدمشق.[14]

## وفاته
توفي موفق دعبول في مدينة دمشق يوم الأربعاء 12 رجب 1442 هـ الموافق 24 فبراير 2021، عن عمر ناهز 84 عامًا، ودُفن في مقبرة البوَّابة بحي المَيدان.

## معرض الصور

موفق دعبول يحصل لقب شخصية العام الثقافية العلمية سنة 2020م

### قراءة موسعة
- صفحة موفق دعبول من مجمع اللغة العربية بدمشق